# Csókakő
Csókakő là một thị trấn thuộc hạt Fejér, Hungary. Thị trấn này có diện tích 10,92 km², dân số năm 2010 là 1274 người, mật độ 117 người/km².